# Region Macedonia Zachodnia
Region Macedonia Zachodnia (nwgr. Δυτική Μακεδονία, trl. Dytikī́ Makedonía) – jeden z 13 regionów administracyjnych w Grecji, położony w północnej części kraju. Współtworzy administrację Epir-Macedonia Zachodnia.
Obejmuje swoim obszarem zachodni fragment greckiej Macedonii. Region graniczy od zachodu z regionem Epir, od północy z Albanią i Macedonią Północną, od wschodu z regionem Macedonia Środkowa, a od południa z regionem Tesalia.
Stolicą regionu jest Kozani.
Region Macedonia Zachodnia podzielony jest na 12 gmin (demosów), zgrupowanych w cztery jednostki regionalne:
- Jednostka regionalna Florina ze stolicą we Florinie,
- Jednostka regionalna Grewena ze stolicą w Grewenie,
- Jednostka regionalna Kastoria ze stolicą w Kastorii,
- Jednostka regionalna Kozani ze stolicą w Kozani.